# A Game of Chess (film 1909 Lubin)
A Game of Chess è un cortometraggio muto del 1909. Il nome del regista non viene riportato nei credit del film.

## Trama
Una giovane donna invita un amico a una partita di scacchi che, pian piano, si trasforma in un gioco amoroso.

## Produzione
Il film fu prodotto dalla Lubin Manufacturing Company.

## Distribuzione
Distribuito dalla Lubin Manufacturing Company, il film - un cortometraggio della lunghezza di 88,4 metri - uscì nelle sale cinematografiche USA il 22 febbraio 1909. Nelle proiezioni, veniva programmato con il sistema dello split reel, accorpato in un'unica bobina con un altro cortometraggio prodotto dalla Lubin, Love Me, Love My Dog.